# CCDC151
CCDC151‏ (Coiled-coil domain containing 151) هوَ بروتين يُشَفر بواسطة جين CCDC151 في الإنسان.